# Växjö landskommun
Växjö landskommun var en tidigare kommun i Kronobergs län.

## Administrativ historik
När 1862 års kommunalförordningar trädde i kraft inrättades denna landskommun i Växjö socken i Konga härad i Småland. Stavningen vid den tiden var Wexiö. 
12 december 1919 inrättades Växjö Östregårds municipalsamhälle inom kommunen.
1940 upphörde såväl kommunen som Växjö landsförsamling och municipalsamhället, när området inkorporerades i Växjö stad.

## Politik

### Mandatfördelning i valet 1938
| 16 | 2 | 7 |

| 25 |